# Dojikko

Wikipe-tan montando um quebra-cabeça 3D que acaba colapsando

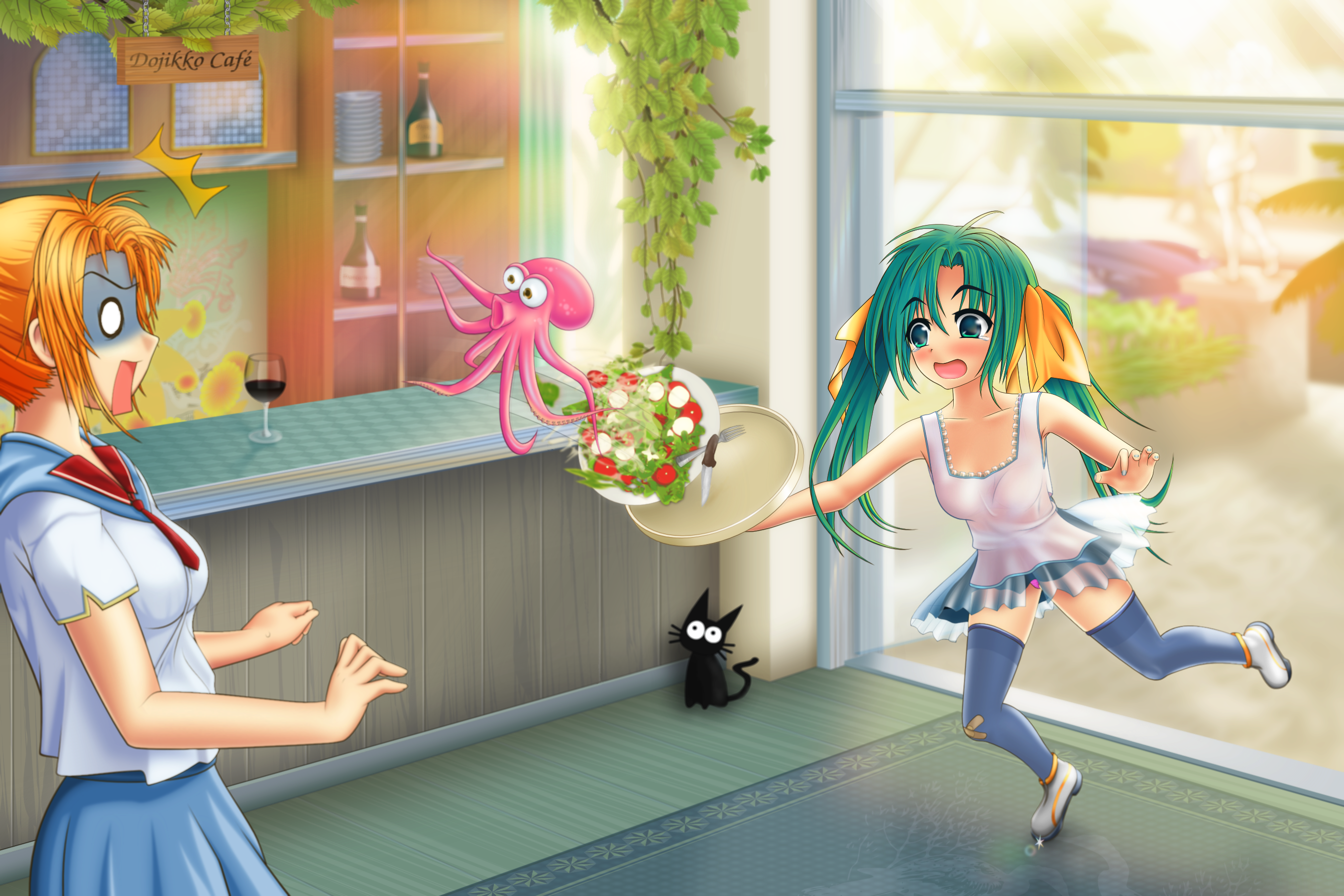
Uma dojikko derrubando um prato

Uma Dojikko (ドジっ娘), na cultura otaku se refere a uma garota desastrada (ドジ, doji). Este termo é geralmente utilizado em personagens de light novel, anime e mangá.
A palavra também pode ser escrita "ドジっ子". Deste modo, a palavra também pode ser utilizada para se referir a personagens masculinos. Um exemplo de dojikko masculino é Eisuke Hondō, de Detective Conan, ele é explicitamente referido conforme o termo anterior.
Geralmente, a garota é bela e bonitinha ou tão doce e inocente que se espera os leitores gostem dela. Ela constantemente falha em atividades cotidianas em casa e na escola, como tarefas domésticas, competições esportivas e até mesmo simplesmente andar. Ela frequentemente cai, bate em coisas ou tropeça nos obstáculos mais baixos. Mesmo que ela fique irritada com seus infortúnios, uma dojikko sempre mostra seu lado bom e lamenta ser desastrada. Exemplos de comportamento de dojikko incluem escorregar em escadas, derrubar uma bebida, quebrar um prato enquanto serve clientes e outras situações de humor pastelão.
Embora em anime, jogos de eletronicos e outras obras da subcultura otaku, a fofura desajeitada seja um dos atributos de personagens moe projetados para conquistar o público masculino, as protagonistas de mangás shōjo também são frequentemente dojikko; exemplos incluem Hiromi Oka em Ace o Nerae! e Usagi Tsukino em Sailor Moon.
Atração a presonagens dojikko são chamados de "dojikko-moe" (ドジっ娘萌え).